# Хуана Инес де ла Круз
Сор Хуана Инес де ла Круз (шп. Juana Inés de la Cruz; Сан Мигел Непантла, 12. новембар 1651. — Мексико Сити, 17. април 1695) била је монахиња у Новој Шпанији и самоука песникиња барока и Златног века. Иако је живела и стварала у шпанској колонији, данас се сматра мексичким писцем који је деловао на почетку историје мексичке књижевности на шпанском језику. Због значаја њеног рада, добила је надимке „Феникс Америке“ и „Десета муза“.
Сор Хуана Инес де ла Круз, заједно са Хуаном Руизом де Аларконом и Карлосом де Сигвензом, заузима истакнуто место у књижевности Нове Шпаније.

## Биографија
Хуана Инес де Асбахе и Рамирез де Сантиљана (шп. Juana Inés de Asbaje y Ramírez de Santillana је рођена као ванбрачна кћерка шпанског племића и жене из Јекапикстла. Њен деда је био велики земљопоседник и Хуана је провела детињство у граду Амекамека са својом мајком и дедом.
Захваљујући огромној библиотеци коју је направио њен деда, мала Хуана рано је научила да чита и пише, а у узрасту од осам година написала је своју прву песму религиозног карактера. Са тринаест година већ је показала добро схватање метафизике, грчке логике, те била учитељ латинског језика малој деци. Такође, научила је језик наватл, и написала неке кратке песме на том језику.
Године 1664, Хуана је отишла у Мексико Сити, са намером да иде на универзитет. Тражила је мајчину дозволу да се маскира у мушкарца, како би могла да уђе на факултет, јер је школовање на универзитетима било дозвољено само мушком полу. Пошто јој мајка није дозволила да то уради, била је приморана да приватно настави своје студије.
Дошла је под туторство вицекраљице Леонор Карето, супруге вицекраља Антонија Себастијана де Толеда. Вицекраљ, желећи да тестира напредовање и интелигенцију седамнаестогодишње Хуане, позвао је неколико теолога, познавалаца права, филозофа и песника на састанак, током којег је Хуана неприпремљена морала да одговори на многа питања, те да објасни неколико тешких тачака различитих научних и књижевних тема. Начин на који се изражавала запањио је све присутне, те се након тога знатно повећао њен углед. Њена књижевна достигнућа стекла су славу широм Нове Шпаније. Била је омиљена на вецекраљевском двору, а одбила је и неколико брачних понуда. Године 1667, приступула је у манастир Светог Јосифа, заједницу кармелићанки, као кандидат. Међутим, одлучила је да не уђе у тај ред, а касније, 1669. године, приступила је монахињама из Реда Светог Херома. У априлу 1695, након помагања монахињама оболелим од куге, умрла је 17. априла, са 43 године.